# Ellochotis infausta
Ellochotis infausta är en fjärilsart som beskrevs av Edward Meyrick 1920. Ellochotis infausta ingår i släktet Ellochotis och familjen äkta malar. Inga underarter finns listade i Catalogue of Life.